# انيسيتو اورتيغا
أنيسيتو دي لوس دولوريس لويس غونزاغا أورتيغا ديل فيلار (بالإسبانية: Aniceto Ortega de Villar)‏ (17 أبريل 1825 - 17 نوفمبر 1875) هو طبيب وموسيقي وعازف بيانو مكسيكي. على الرغم من أنه كان جراحاً ماهراً، إلا أنه اشتهر بأوبرا غواتيموتزين سنة 1871، وهي واحدة من أقدم الأوبرات المكسيكية المتمحورة حول شخصية وطنية من السكان الاصليين. 

## ولادته وأسرته
ولد انيسيتو اورتيغا بمدينة تولانسينغو في ولاية هيدالغو في 17 أبريل 1825 وهو الثاني من ثلاثة أبناء لفرانسيسكو اورتيغا وماريا جوزيفا دي فيلار. والده كان رجل دولة فاعل في حرب الاستقلال المكسيكية، وكان شخصية ادبية معروفة، والذي كتب القطعة الشعرية الوطنية (المكسيك الحرة).

## في مجال الطب
درس انيسيتو مع اخيه الأكبر فرانسيسكو الطب في كلية الطب في مكسيكو سيتي. حيث تخصص في مجال طب النساء والتوليد وتخرج في عام 1845. وبعد اكماله لدراسة الطب في باريس وعودته في عام 1851 أصبح انيسيتو اورتيغا أول طبيب مكسيكي يطبق الطب الوقائي في بلاده، وفي الأول من نوفمبر من عام 1865 تم تعيينه من قبل ماكسيميليان إمبراطور المكسيك عضواً في المجلس الاعلى للصحة الذي اسسه ماكسيميليان في المكسيك، وفي الأول من فبراير من عام 1868 عينه الرئيس المكسيكي بينيتو خواريز استاذا في كلية طب التوليد اعترافاً منه بكفاءته المهنية على الرغم من عدم توافقه معه، واصبح واحداً من المؤسسين (ولاحقاً مديراً) لأول مستشفى للنساء والاطفال في المكسيك.

## في مجال الموسيقى
وكما كان معروفاً كطبيب اشتهر انيسيتو أورتيغا كذلك كموسيقي. وكانت أول أعماله التي الفها (مارش ساراجوزا) عام 1862 والذي سمي باسم القائد الوطني اجناسيو ساراجوزا والتي أصبحت النشيد الوطني الثاني للمكسيك. كما الف مارشين اثنين اخرين (بوتوسينا) و (ريبوبليكانو) والعديد من أعمال البيانو، كما كان ناقداً موسيقياً كبيراً.
في عام 1866 أصبح اورتيغا أحد مؤسسي الفلهارموني المكسيكي الذي أصبح فيما بعد الكونسيرفتوار الوطني للموسيقى.

وتعتبر اوبرا (جواتيموثين) عمله الأوبرالي الرومانسي الشهير المبني على رواية جواتيموثين التاريخية للكاتبة الكوبية_ الاسبانية خيرتروديس جوميث دي أبييانيدا وتدور احداثها حول الدفاع عن المكسيك من قبل كواثيموك اخر اباطرة الآزتك. وكانت هذه الاوبرا واحدة من أول الاوبرات المكسيكية التي تناولت موضوعاً وطنياً عن بطل قومي من السكان الاصليين. عرضت اوبرا (جواتيموثين) على المسرح لأول مرة في 13 سبتمبر من عام 1871 في الــ (غران تياترو ناثيونال) في مكسيكو سيتي حيث قام بالادوار الرئيسية كل من آنجيلا بيرالتا بدور الاميرة وانريكو تامبيرلك بدور كواثيموك ولويس غاسييه بدور القائد الاسباني إرنان كورتيس.

## وفاته
توفي انيسيتو اورتيغا بعمر الخمسين عاماً في 17 نوفمبر 1875 في مكسيكو سيتي ودفن في كنيسة المدرسة الوطنية للطب. 

## وصلات خارجية
- انيستو اورتيغا